# Mustelus
Genre
Les Émissoles (Mustelus) forment un genre de requins de fond. Leur nom scientifique provient de Mustela, le genre des putois, furets, ...

## Liste des espèces
- Mustelus albipinnis Castro-Aguirre, Antuna-Mendiola, González-Acosta & De La Cruz-Agüero, 2005
- Mustelus antarcticus Günther, 1870
- Mustelus asterias Cloquet, 1821
- Mustelus californicus T. N. Gill, 1864
- Mustelus canis Mitchill, 1815
- Mustelus dorsalis T. N. Gill, 1864
- Mustelus fasciatus Garman, 1913
- Mustelus griseus Pietschmann, 1908
- Mustelus henlei T. N. Gill, 1863
- Mustelus higmani S. Springer & R. H. Lowe, 1963
- Mustelus lenticulatus Phillipps, 1932
- Mustelus lunulatus D. S. Jordan & C. H. Gilbert, 1882
- Mustelus manazo Bleeker, 1854
- Mustelus mangalorensis Cubelio, Remya R & Kurup, 2011
- Mustelus mento Cope, 1877
- Mustelus minicanis Heemstra, 1997
- Mustelus mosis Hemprich & Ehrenberg, 1899
- Mustelus mustelus (Linnaeus, 1758) - émissole lisse
- Mustelus norrisi S. Springer, 1939
- Mustelus palumbes J. L. B. Smith, 1957
- Mustelus punctulatus A. Risso, 1827
- Mustelus ravidus W. T. White & Last, 2006
- Mustelus schmitti S. Springer, 1939
- Mustelus sinusmexicanus Heemstra, 1997
- Mustelus stevensi W. T. White & Last, 2008
- Mustelus walkeri W. T. White & Last, 2008
- Mustelus whitneyi Chirichigno F., 1973
- Mustelus widodoi W. T. White & Last, 2006
- Mustelus sp. Non décrit
- Mustelus sp. Non décrit

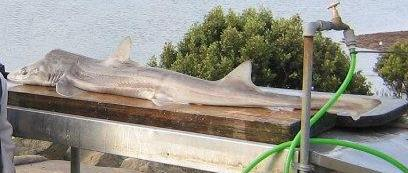
Mustelus antarcticus
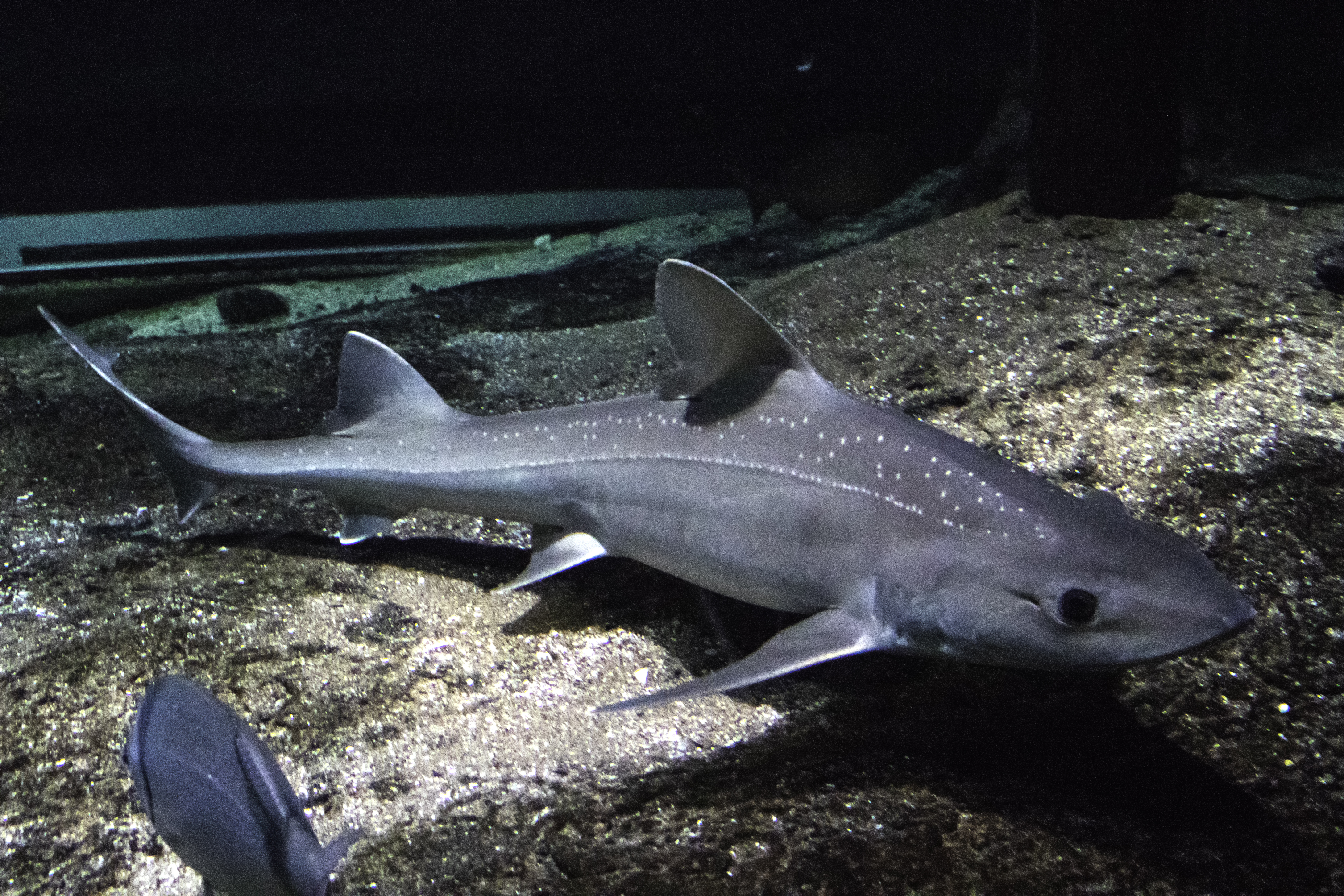
Mustelus asterias
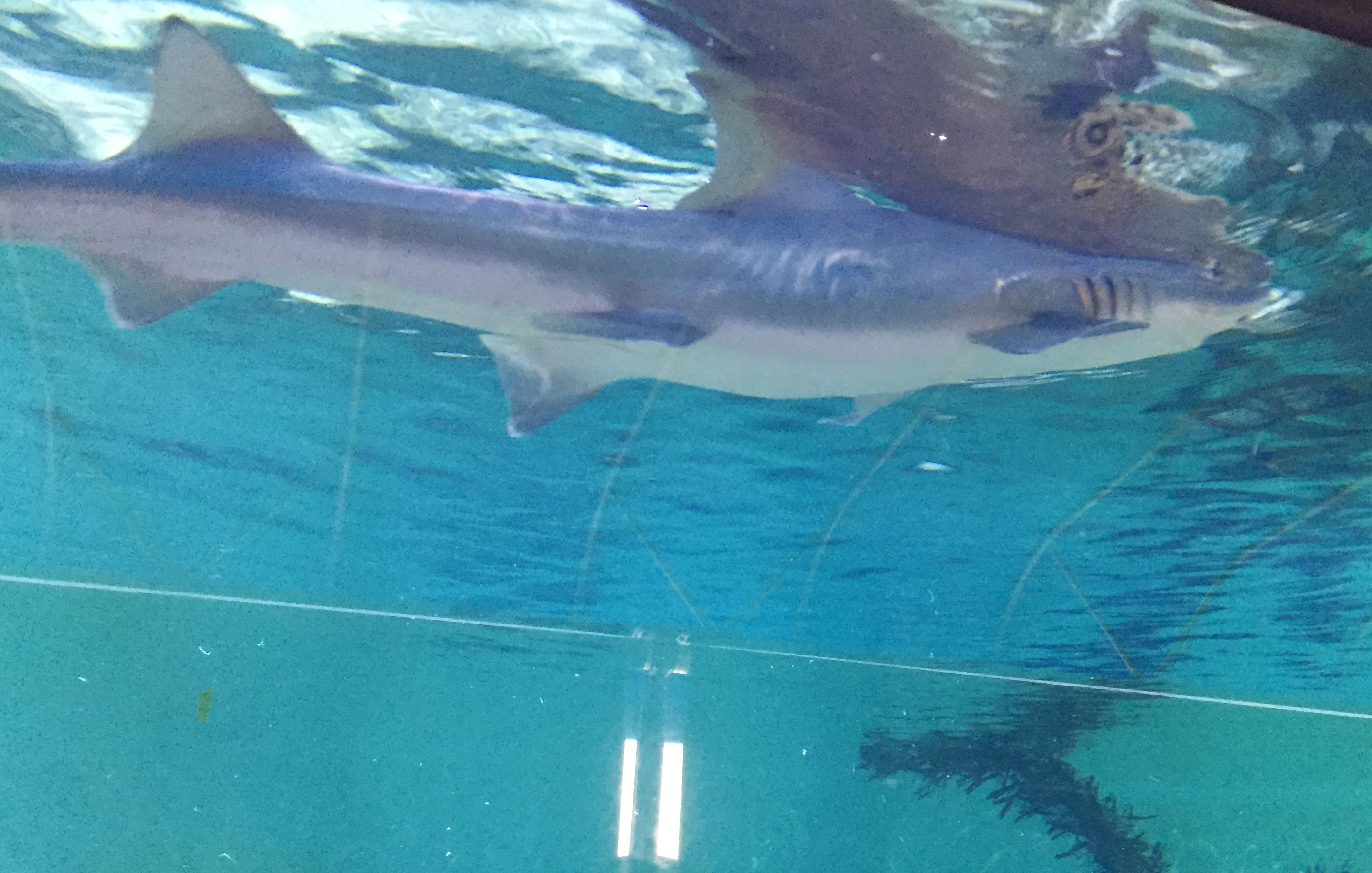
Mustelus californicus
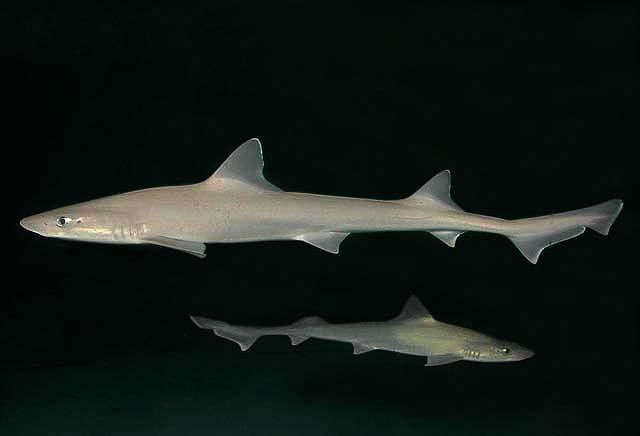
Mustelus canis
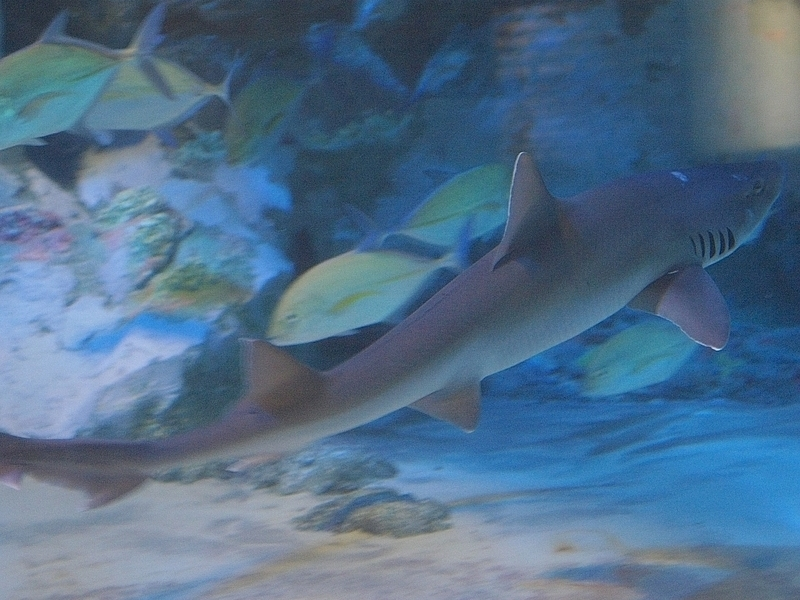
Mustelus griseus
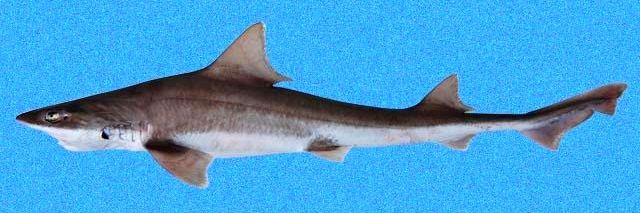
Mustelus henlei
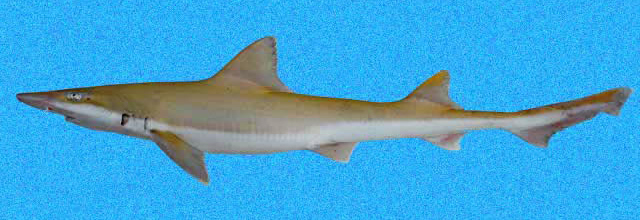
Mustelus higmani
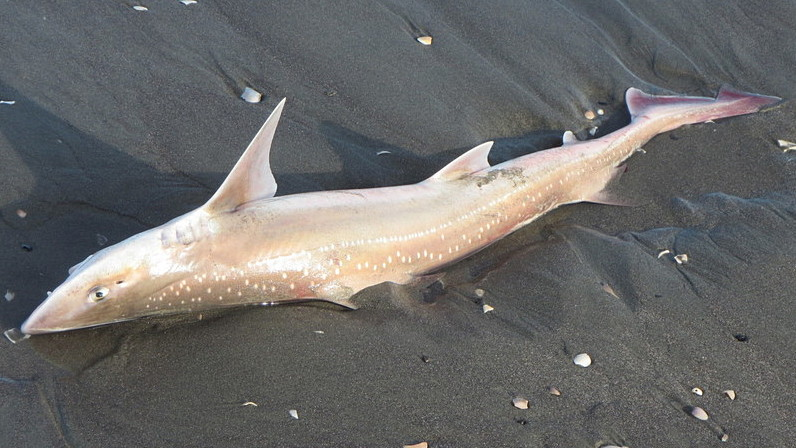
Mustelus lenticulatus
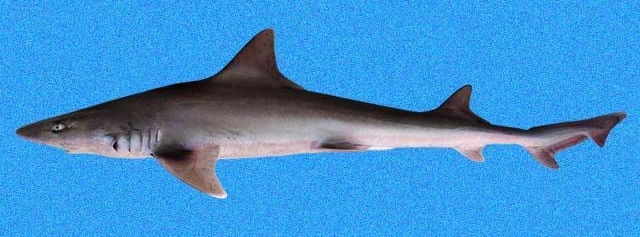
Mustelus lunulatus
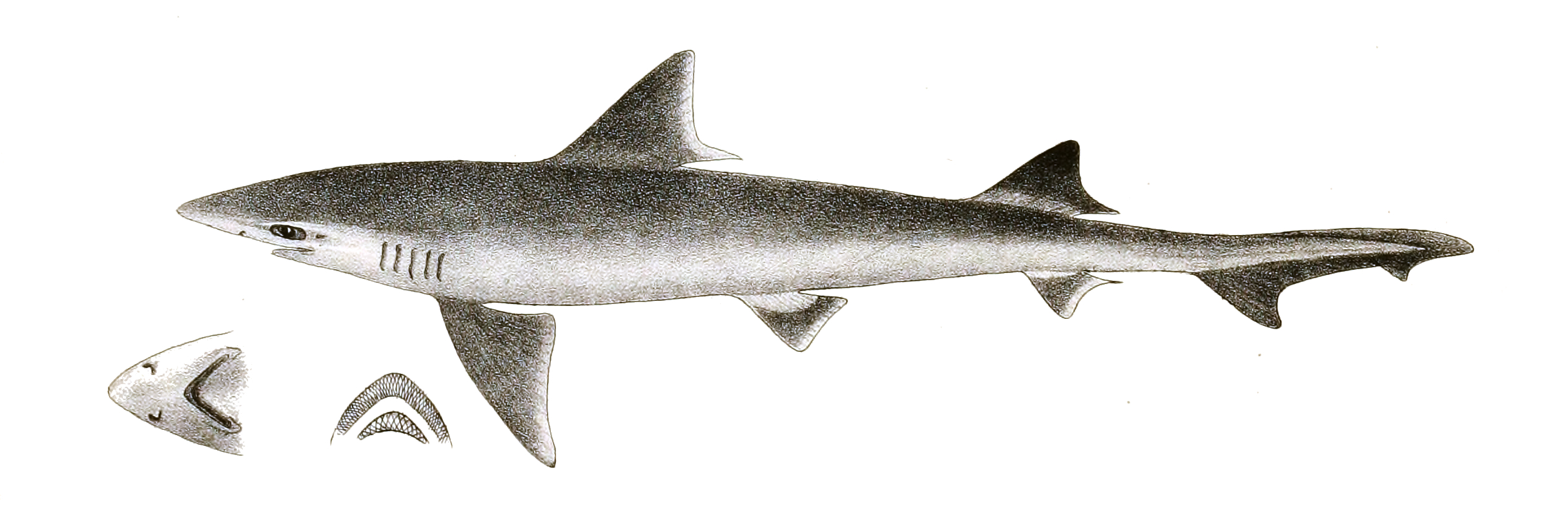
Mustelus manazo
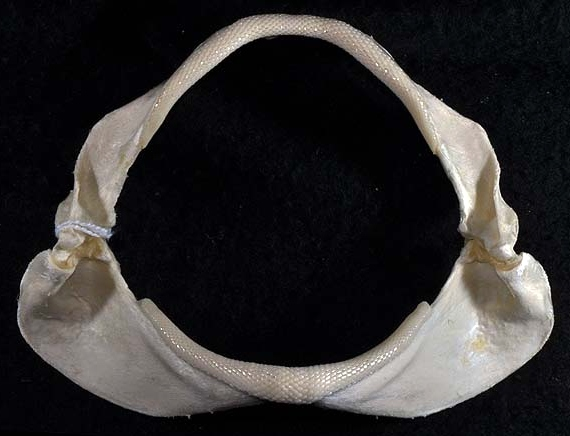
Mâchoire de Mustelus mento
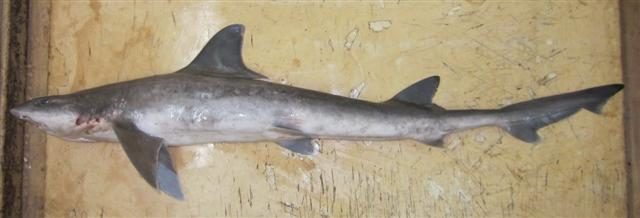
Mustelus mosis
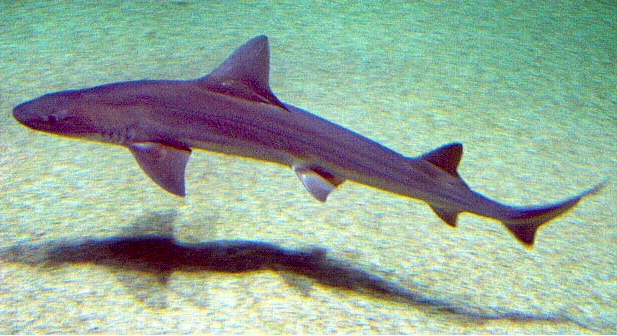
Mustelus mustelus
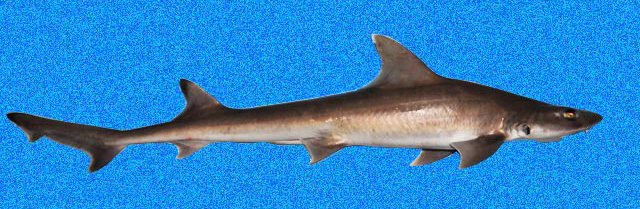
Mustelus norrisi
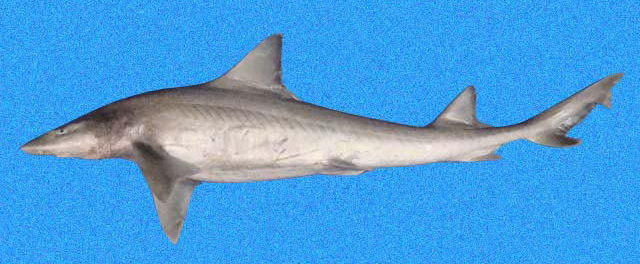
Mustelus sinusmexicanus
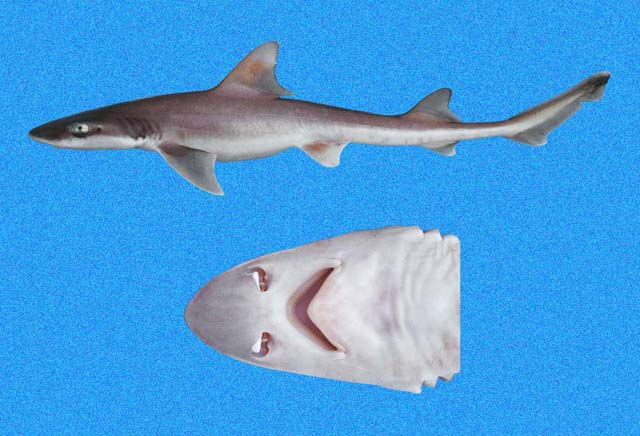
Mustelus whitneyi